# Stisseria
Stisseria là chi thực vật có hoa trong họ Apocynaceae.

## Hình ảnh

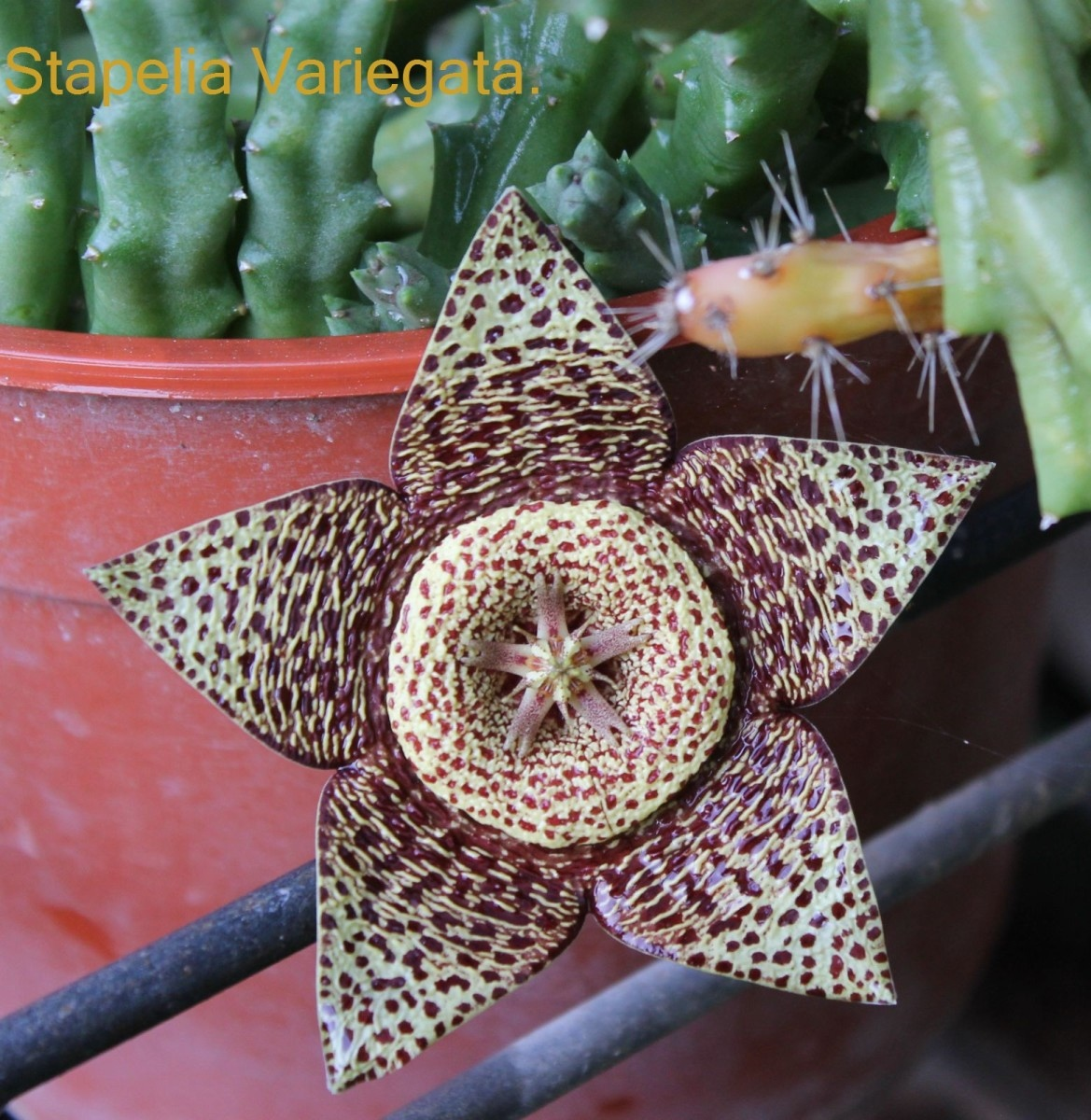
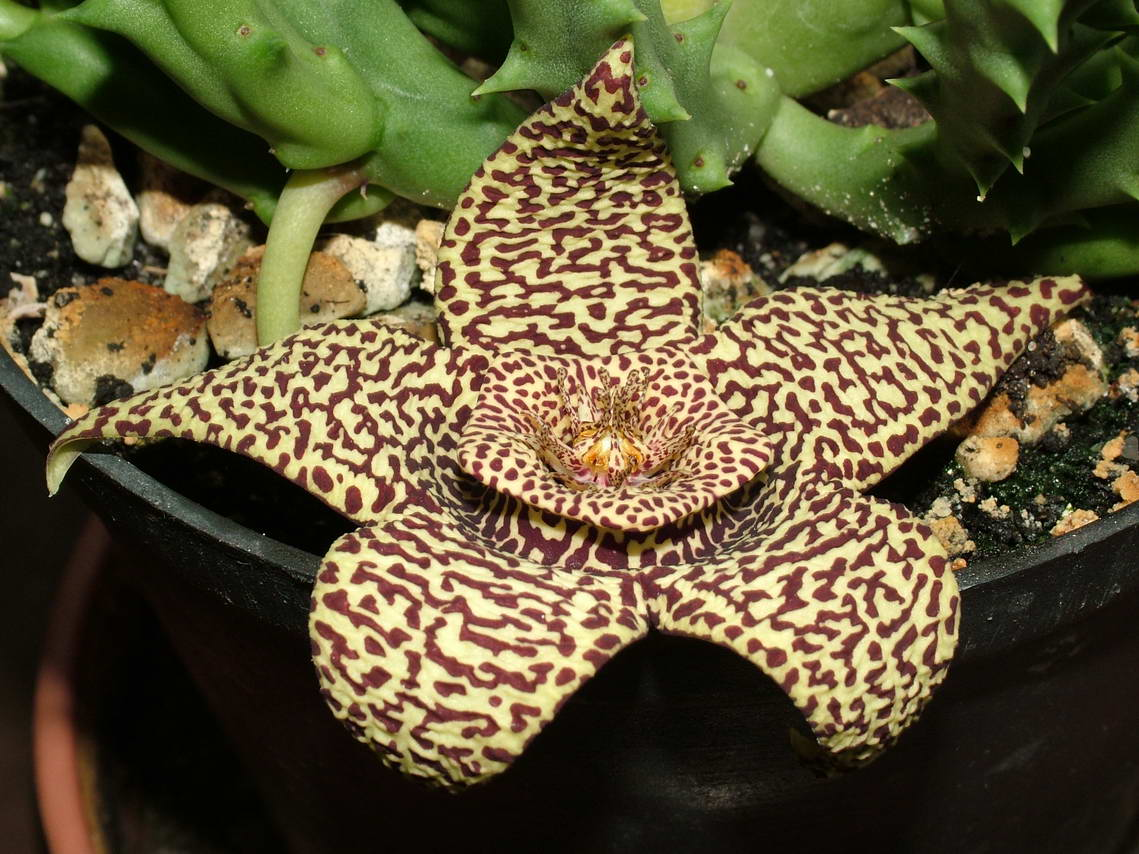